# Adolphe Thiers (architecte)
Pour les articles homonymes, voir Adolphe et Thiers (homonymie).
Cet article concerne l'architecte. Pour l'homme d'État, voir Adolphe Thiers.
Adolphe Thiers est un architecte français né le 24 mars 1878 à Lyon 3e et mort le 23 décembre 1957 à Lamalou-les-Bains.

## Biographie
Adolphe Thiers naît le 24 mars 1878 dans le 3e arrondissement de Lyon. Il est apparenté à la famille de l'homme d'État Adolphe Thiers, son homonyme. Après un baccalauréat littéraire, il entre à dix-sept ans à l'École nationale supérieure des beaux-arts où il suit les cours de Jean-Louis Pascal.
Le concours pour le prix de Rome, auquel il ne peut participer, le trouve au Proche-Orient où il est chargé, en 1908, d'une mission par l'Institut de France et le ministère de l'Instruction publique et des Beaux-Arts. Avec l'archéologue Jean Ebersolt, secrétaire général de l'Association pour l'encouragement des études grecques en France, il relève à Constantinople un ensemble d'une dizaine d'églises byzantines, dont la plus ancienne date du Ve siècle, à propos desquelles il donne une communication à l'Académie des inscriptions et belles-lettres. L'exposition de ces études lui valent le prix national, ancien prix du Salon des artistes français en 1910, prix habituellement attribué à un peintre ou à un sculpteur.
En 1921, il construit le théâtre des Nouveautés à Paris dans le 9e arrondissement et se voit confier en 1925 la reconstruction du Moulin Rouge à Montmartre. Il réalise la même année plusieurs immeubles parisiens dont ceux de l'avenue Junot dans le 18e, trois bâtiments sur trois niveaux en duplex et ceux de la rue Leconte-de-Lisle dans le 16e, ensemble de cinq maisons en brique avec linteaux et corniches en béton armé.
En 1923, il dessine le monument aux morts de Boulogne-sur-Mer.
En 1927, il construit sur la parcelle située 28 avenue Junot - 22 rue Simon-Dereure dans le 18e, l'hôtel particulier du sculpteur et prix de Rome Louis-Aimé Lejeune. L'hôtel Lejeune est inscrit à l'inventaire supplémentaire des monuments historiques.
Louis Lejeune lui confie la construction de la cité Montmartre-aux-artistes, 189 rue Ordener, également dans le 18e, réalisée entre 1929 et 1936. « La pureté de son écriture, la force plastique de ses immenses façades vitrées font de cette cité une œuvre majeure de l'architecture moderne parisienne »,.
Il est encore l'un des architectes chargés en 1937 de la restructuration de la fontaine du Trocadéro et le maître d'œuvre de l'hôtel de la sous-préfecture de Béziers (Hérault) en 1953.
Adolphe Thiers meurt en 1957 à Lamalou-les-Bains.

## Décorations
Décorations
- Chevalier de la Légion d'honneur
- Officier de l'Instruction publique
- Officier d'académie